# موریس دانکلی
موریس دانکلی (انگلیسی: Maurice Dunkley؛ ۱۹ فوریه ۱۹۱۴ – ۲۷ دسامبر ۱۹۸۹) بازیکن فوتبال اهل بریتانیا بود.
از باشگاه‌هایی که در آن بازی کرده‌است می‌توان به باشگاه فوتبال کوربی تاون، باشگاه فوتبال منچستر سیتی، باشگاه فوتبال نورث‌همپتون تاون، و باشگاه فوتبال کترینگ تاون اشاره کرد.